# Brocchinia hechtioides
Brocchinia hechtioides es una especie del género Brocchinia. Esta especie es nativa de Venezuela en Bolívar, donde se encuentra en los campos bajos del Monte Roraima.

## Taxonomía
Brocchinia hechtioides fue descrito por Carl Christian Mez  y publicado en Repertorium Specierum Novarum Regni Vegetabilis 12: 414. 1913.
Etimología
Brocchinia: nombre genérico que fue otorgado en honor del naturalista italiano Giovanni Battista Brocchi.
hechtioides: epíteto que significa "parecida a Hechtia".
Sinonimia
- Brocchinia cryptantha L.B.Sm.